# ワリード2世
ワリード2世（709年 - 744年4月17日）は、ウマイヤ朝の第11代カリフ（在位：743年 - 744年）。大酒呑みの遊蕩児で、カアバ神殿の屋根で酒を飲んでやろうとメッカ巡礼をしたというほどの不心得者だった。在位1年4ヶ月で反乱が起り、首を打たれた。その首は槍に刺されて、シリア砂漠中の離宮からダマスカスに運ばれた。

## 生涯
父は第9代カリフのヤズィード2世。第10代カリフ・ヒシャームの甥にあたる。743年のヒシャームの死で跡を継いだ。だがカリフとしての才能や器量に欠けていたため、744年に従兄弟のヤズィード3世に反乱を起こされて廃された。

## 血筋
初代カリフムアーウィヤ1世と第2代カリフヤズィード1世の女系子孫にあたる。
ムアーウィヤ1世ーヤズィード1世ーアティカ（ムアーウィヤ2世の姉妹）ーヤズィード2世ーワリード2世
ムアーウィヤ1世の外玄孫、ヤズィード1世の外曾孫となる。